# Prostitución en Kuwait
La prostitución en Kuwait es ilegal, pero habitual. La mayoría de las prostitutas son extranjeras.
Las fuerzas del orden suelen deportar a las prostitutas o hacerles firmar un "compromiso de buena conducta" antes de ponerlas en libertad. Quienes dirigen redes de prostitución suelen ser condenados a penas de cárcel. Hay denuncias sobre la honorabilidad de algunos miembros de la policía, a los que se les acusa de recibir sobornos de los burdeles, a los que avisan de próximas redadas.
Las distintas nacionalidades de las prostitutas y los proxenetas que las controlan suelen encontrarse en zonas diferentes. Hay filipinas en la Gobernación de Ahmadí, etíopes en la de Hawalli, e indias, esrilanquesas y bangladeshíes en la de Farwaniya y parte de Salmiya. Indias y chinas trabajan en los centros comerciales de Salmiya. También hay prostitutas árabes y europeas en el país.
Se sabe que existen burdeles en Yahra, Hawalli, Jleeb Al-Shuyoukh, Fahaheel, Fintas y Jabriya, así como actividad en ciudad de Kuwait.

## Tráfico sexual
Kuwait es país de destino para hombres y mujeres sometidos a prostitución forzada. La ley de patrocinio de Kuwait, que vincula la residencia legal y el estatus de inmigrante válido de un trabajador extranjero a un empleador, restringe los movimientos de los trabajadores y los penaliza por abandonar lugares de trabajo abusivos. Las fuentes informan de que, en ocasiones, las trabajadoras domésticas fugadas son explotadas en la prostitución forzada por agentes o delincuentes, que manipulan su situación ilegal.
En 2016, el gobierno investigó seis posibles casos de trata con fines sexuales y procesó a 15 sospechosos, en comparación con los seis casos investigados y los 20 sospechosos procesados durante el periodo del informe anterior. Siete procesamientos de 2015 seguían pendientes al cierre del ejercicio. El gobierno logró nueve condenas en virtud de la ley contra la trata, a la par de las ocho condenas del año anterior; cinco acusados de trata fueron absueltos.
La Oficina de Vigilancia y Lucha contra la Trata de Personas del Departamento de Estado de los Estados Unidos mantuvo la clasificación en 2023 para Kuwait como país de "nivel 2".